# 382 (číslo)
Tři sta osmdesát dva je přirozené číslo, které následuje po čísle tři sta osmdesát jedna a předchází číslu tři sta osmdesát tři. Římskými číslicemi se zapisuje CCCLXXXII a řeckými číslicemi τπβ.

## Matematika
382 je:
- Poloprvočíslo
- Nešťastné číslo
- Součet deseti po osobě jdoucích prvočísel (19 + 23 + 29 + 31 + 37 + 41 + 43 + 47 + 53 + 59)

## Astronomie
- (382) Dodona je planetka hlavního pásu, kterou objevil v roce 1894 Auguste Charlois

## Doprava
- Silnice II/382 je česká silnice II. třídy vedoucí na trase Hrob – Mikulov –  Německo[1]

## Ostatní
- +382 je mezinárodní telefonní předvolba Černé Hory

## Roky
- 382
- 382 př. n. l.